# Opiná
Opiná (maďarsky Sárosófalu, Ófalu) je obec na Slovensku v okrese Košice-okolí. Žije zde 195 obyvatel. Rozloha katastrálního území činí 12,07 km².
První písemná zmínka o obci pochází z roku 1229. V obci se mimo jiné nachází kostel římskokatolické církve sv. Barbory, kostel evangelické církve či klasicistní kaštiel.